# Eta-Reduktion
| QS-Informatik | Dieser Artikel wurde wegen inhaltlicher Mängel auf der Qualitätssicherungsseite der Redaktion Informatik eingetragen. Dies geschieht, um die Qualität der Artikel aus dem Themengebiet Informatik auf ein akzeptables Niveau zu bringen. Hilf mit, die inhaltlichen Mängel dieses Artikels zu beseitigen, und beteilige dich an der Diskussion! (+) Begründung: OMA-Test, Struktur, ggf. erweitern --Crazy1880 07:31, 4. Jun. 2010 (CEST) |

Eta-Reduktion oder η-Reduktion ist der Vorgang des Entfernens einer „zwecklosen“ Abstraktion. Die Bezeichnung stammt ursprünglich aus Betrachtungen über den Lambda-Kalkül; das Konzept an sich ist jedoch nicht auf diesen beschränkt. In einer Funktionsdefinition wie {\displaystyle f(x):=\sin(x)}, die man auch als {\displaystyle f:=x\mapsto \sin(x)} schreiben könnte, ist die Einführung eines Namens für das Funktionsargument von {\displaystyle f} mit keinem Nutzen verbunden. Die eta-reduzierte Variante lautet {\displaystyle f:=\sin }.
Der umgekehrte Vorgang (das explizite Benennen eines Parameters einer Funktion) wird η-Expansion genannt und findet beispielsweise dann Verwendung, wenn dies weitere nützliche Transformationen ermöglicht.

## Beispiel aus der Programmierung (Haskell)
Die folgenden beiden Funktionsdefinitionen sind gleichbedeutend:
```
addiereZehnZu
 
x
 
=
 
(
+
)
 
10
 
x

addiereZehnZu
 
=
 
(
+
)
 
10

 
-- in beiden Fällen ergibt die Ausführung von ...

addiereZehnZu
 
5

 
-- ... das Ergebnis 15.

 
-- auch dies ist eine Eta-Reduktion.

```